# Идит Вилсон
Идит Болинг Голт Вилсон (енгл. Edith Bolling Galt Wilson; Видвил, 15. октобар 1872 — Вашингтон, 28. децембар 1961) била је друга жена 28. председника Сједињених Држава Вудроа Вилсона и прва дама Сједињених Америчких Држава у периоду од 18. децембра 1915. — 4. марта 1921. године. За Вудроа Вилсона се удала док је био председник Сједињених Држава, 1915. године.
Њен супруг је доживео мождани удар, 1919. године у октобру. Због слабог здравственог стања и немоћи председника Вудроа Вилсона, Едит му је помогла и почела да се бави питањима државе и одлучивала о битним, а само таква, прослеђивала је свом супругу. Она је дефакто имала Извршну власт до марта 1921. године, односно краја мандата свог супруга.

## Младост
Едит је рођена 15. октобра 1872. године у Видвилу у Вирџинији. Њен отац Вилијам Холкомб Билинг је био судија, а мајка Сара Сали Спирс. Едит је потомкиња досељеника који су дошли у Вирџинију, за време британске колонизације Америка. Прабаба од Едит, са очеве стране била је сестра Томаса Џеферсона. Била је седмо од једанаесторо деце у породици и једна од првих жена у свету које су возиле аутомобил.

## Активности
Прва дама постала је након удаје за Вудроа Вилсона, коме је негоспоредно пре тога, преминула прва жена. Са Вилсоном се упознала у Белој кући, а венчали су се 18. децембра 1915. године у њеном дому у Вашингтону, Идит је на месту прве даме Сједињених Држава затекао Први светски рат. Често је одржавала хуманитарне акције, а један републички сенатор ју је окарактерисао као прву даму која глуми првог човека Сједињених Држава. Водила је Женски национални демократски клуб, од његовог отварања, 1924. године.
Године 1961. присуствовала је инагурацији председника Џона Кенедија.

## Смрт
Преминула је од затајења срца, 28. децембра 1961. године у 89. години живота. Сахрањена је поред свог супруга у Вашингтонској катедрали.